# نقش عقرون التكريسي
نقش عقرون التكريسي، أو نقش عقرون ، هو نقش تكريس عُثر عليه في سياقه الأساسي ،  في أنقاض معبد في أثناء أعمال التنقيب في عقرون عام 1996. ويعرف بالرمز KAI 286.
نُقش النص على كتلة من الحجر الجيري مستطيلة الشكل بخمسة سطور و71 حرفًا، ويذكر مدينة عقرون، بالإضافة إلى خمسة من حكامها، بما في ذلك آكيش بن بادي، الذي بنى المعبد. يُعرف بادي و اكيش( بالأكدية: إ-كا-و-سو 𒄿𒅗𒌑𒋢) كملكين لعقرون من السجلات الملكية الآشورية الحديثة التي تعود إلى أواخر القرن الثامن والسابع ق.م. إذ ذكر الملك بادي فيما يتعلق بأحداث عامي 701 و 699 ق.م، والملك إيكاوسو/آكيش حوالي 673 و 667 ق.م، مما يضع تاريخ النقش بشكل قاطع في النصف الأول من القرن السابع ق.م، والأرجح في الربع الثاني من ذلك القرن.
النقش يحتوي أول نص يُحدد على أنه "فلستي"،  بناءً على تحديد عقرون كمدينة فلستية في العهد القديم. ومع ذلك، فقد كُتب بلهجة كنعانية شمالية تشبه الفينيقية والجبيلية القديمة ، حتى أن مكتشفيها أشاروا إليها باعتبارها "لغزًا إلى حد ما".

## الاكتشاف
النقش هو أحد لقايا حفريات معهد أولبرايت للأبحاث الأثرية في تل ميقنا في عقرون بإدارة جيتين Seymour Gitin وترود دوثان .
يُعد النقش أحد الوثائق الأساسية لتحديد التسلسل الزمني للأحداث المتعلقة بالتاريخ المتأخر المحتمل للفلستيين. لذلك تمت الإشارة إلى النقش باعتباره أحد أهم الاكتشافات الأثرية في القرن العشرين في فلسطين.

## الترجمة
كتب النص من اليمين إلى اليسار بنفس أسلوب ولهجة نقوش جبيل الفينيقية. وقد تم نسخها وترجمتها على النحو التالي:
𐤟𐤁𐤕𐤟𐤁𐤍𐤟𐤀𐤊𐤉𐤔𐤟𐤁𐤍𐤟𐤐𐤃𐤉𐤟𐤁𐤍
بت·بن·اكيش·بن·بدي·بن·
المعبد بناه اكيش بن بدي بن
𐤉𐤎𐤃𐤟𐤁𐤍𐤟𐤀𐤃𐤀𐤟𐤁𐤍𐤟𐤉𐤏𐤓𐤟𐤔𐤓𐤏𐤒
يسد·بن·ادا·بن·يعر·شرعق
يسد بن ادا بن يعر حاكم عقـ.
𐤓𐤍𐤟𐤋𐤐𐤕[ ]𐤉𐤄𐤟𐤀𐤃𐤕𐤄𐤟𐤕𐤁𐤓𐤊𐤄𐤟𐤅𐤕
ـرن·لفتـ[ ]ـيه·ادته·تبركه·وت
رون، لفتـ[ ]ـيه سيدته وتـ.
𐤟𐤔𐤌⸢𐤓⸣𐤄𐤟𐤅𐤕𐤀𐤓𐤊𐤟𐤉𐤌𐤄𐤟𐤅𐤕𐤁𐤓𐤊
شمـ⸢ـر⸣ه·وتارك·يمه·وتبرك·
[ـحرسـ]ـه وتطيل أيامه وتبارك
𐤀⸣𐤓⸢𐤑⸣𐤄⸣
⸢ا⸣ر⸢صـ⸣ـه
[ا]ر[ضـ]ـه

## التفسير
تظهر اللغة وأسلوب الكتابة في نقش عقرون تأثيرًا فينيقيًا كبيرًا.
يحتوي النقش على قائمة بأسماء خمسة من ملوك لعقرون، آباء لأبناء: يعر، وادا، ويسيد، وبادي، واكيش، واسم الإلهة فتـ[ ]ـيه أو پتـ[ ]ـيه الذي كُرس له المعبد. يرد ذكر بادي واكيش (يسمى "إيكاوسو") في السجلات الملكية الآشورية الحديثة، والتي توفر الأساس لتأريخ حكمهما إلى أواخر القرن الثامن والقرن السابع قبل الميلاد.
وقد حدد النقش كذلك اسم المكان بشكل آمن من خلال ذكر اسم عقرون.
كانت هوية الربة فتـ[ ]ـيه موضوعًا للنقاش العلمي، وافترض للفراغ بين الحرفين الثاني والرابع ما يلي :
- جيم صغير جدًا، فينتج فتجيه ، والذي قد يكون اسم إلهة غير معروف سابقًا، [15]
- راء ، فينتج أوفتريه أوپتريه، ويكون المقصود ربما پيدراي ابنة بعل ، [16]
- نون، فينتج فتنيه [17][18]
- لا يوجد حرف على الإطلاق، فينتج فتيه [19]

## نقوش أخرى من عقرون
أسفرت الحفريات أيضًا عن 16 نقشًا قصيرًا بما في ذلك 𐤒𐤃𐤔𐤟𐤋𐤏𐤔𐤓𐤈 قدش لعشرت(مقدس لعشيرة ) و 𐤋𐤌𐤒𐤌 لمقم (للمقام)، والحرف تاء مع ثلاثة خطوط أفقية أسفله (ربما يشير ذلك إلى تخصيص 30 وحدة من المنتجات للعشر) ومخزون من الفضة.